# Vladimir Mišović
Vladimir Mišović (Pančevo, 15 de setembro de 2001) é um jogador de polo aquático sérvio.

## Carreira
O goleiro de 1,92 metros de altura jogou pelo VK Red Star Belgrado em 2024.
Mišović ficou em segundo lugar com a seleção sérvia de juniores no Campeonato Mundial Júnior de 2019, e a seleção sérvia conquistou o título em 2021.
Em 2023, Mišović participou pela primeira vez num grande torneio com a seleção nacional. Na Copa do Mundo de 2023, em Fukuoka, os sérvios derrotaram os italianos no arremesso de cinco metros nas quartas de final. Depois de uma derrota por 7–13 nas semifinais para os gregos, os sérvios também perderam o jogo pela medalha de bronze por 6–9 para a Espanha.
Nos Jogos Olímpicos de Verão de 2024, em Paris, conquistou a medalha de ouro no torneio masculino do polo aquático, após vencer na final confronto contra a equipe croata por 13–11.